# Port Adelaide Enfield City
Koordinaten: 34° 51′ S, 138° 30′ O

Die City of Port Adelaide Enfield ist ein lokales Verwaltungsgebiet (LGA) im australischen Bundesstaat South Australia. Port Adelaide Enfield gehört zur Metropole Adelaide, der Hauptstadt von South Australia. Das Gebiet ist 92 km² groß und hat etwa 133.000 Einwohner (Stand 2021).
Port Adelaide Enfield liegt nördlich und nordwestlich des Stadtzentrums von Adelaide und bildet den südlichen Abschluss des Barker Inlets. Das Gebiet beinhaltet 51 Stadtteile: Alberton, Angle Park, Birkenhead, Blair Athol, Broadview, Clearview, Croydon Park, Dernancourt, Devon Park, Dry Creek, Dudley Park, Enfield, Ethelton, Exeter, Ferryden Park, Gepps Cross, Gilles Plains, Gillman, Glanville, Greenacres, Hampstead Gardens, Hillcrest, Holden Hill, Kilburn, Klemzig, Largs Bay, Largs North, Manningham, Mansfield Park, Northfield, Northgate, North Haven, Oakden, Osborne, Ottoway, Outer Harbor, Peterhead, Port Adelaide, Queenstown, Regency Park, Rosewater, Sefton Park, Semaphore, Semaphore South, Taperoo, Valley View, Walkleys Heights, Windsor Gardens, Wingfield und Woodville Gardens. Der Verwaltungssitz des Councils befindet sich im Stadtteil Port Adelaide im Westen der LGA.
In Gillman bei Port Adelaide am North Arm des Port River nur neun Meter entfernt von der North Arm Bridge befand sich das North-Arm-Pulvermagazin.

## Verwaltung
Der Port Adelaide Enfield City Council hat 18 Mitglieder, 17 Councillor werden von den Bewohnern der sieben Wards gewählt (je zwei aus Klemzig, Outer Harbor, Port Adelaide und Semaphore Ward, je drei aus Enfield, Northfield, Parks Ward). Diese sieben Bezirke sind unabhängig von den Stadtteilen festgelegt. Der Ratsvorsitzende und Mayor (Bürgermeister) wird zusätzlich von allen Bewohnern der City gewählt.